# Samera Marchwar
Samera Marchwar – gaun wikas samiti w zachodniej części Nepalu w strefie Lumbini w dystrykcie Rupandehi. Według nepalskiego spisu powszechnego z 2001 roku liczył on 735 gospodarstw domowych i 6279 mieszkańców (2948 kobiet i 3331 mężczyzn).